# Baby Doll (film)
Baby Doll är en amerikansk film från 1956 i regi av Elia Kazan, skriven av Tennessee Williams. Huvudrollen som Baby Doll spelas av Carroll Baker. Hon spelar mot bland andra Karl Malden.
Filmen var kontroversiell när den släpptes och motarbetades i en kampanj finansierad av  (katolska) National Legion of Decency. Ändå blev filmen nominerad till flera priser. Elia Kazan vann Golden Globe Award för bästa regi, filmen nominerades för fyra andra Golden Globe Awards, fyra Academy Awards och fyra BAFTA Awards . Eli Wallach fick BAFTA-priset för "mest lovande nykomling".

## Handling
Baby Doll är en söt och överdrivet barnslig flicka på 19 år, som redan varit gift i två år med den medelålders Archie Lee. Han lovade hennes far att vänta med sexuellt umgänge till dess Baby Doll var redo. Baby Doll suger fortfarande på tummen, men den frustrerade och otålige Archie Lee har bestämt att hon ska vara redo när hon fyllt 20. Så dyker det upp en rival, både i affärer och kärlek ...

## Rollista (urval)
- Karl Malden - Archie Lee Meighan
- Carroll Baker - Baby Doll Meighan
- Eli Wallach - Silva Vacarro
- Mildred Dunnock - tant Rose Comfort
- Rip Torn - tandläkaren